# Cena en el palacio de la discordia
Cena en el palacio de la discordia (en inglés: Dinner at Deviant's Palace; (pronunciado //) es una novela de Tim Powers publicada en 1985.

## Argumento
La novela narra cómo Rivas rescata a varios miembros de una secta en un Los Ángeles post apocalíptico.

## Recepción
Baird Searles para la revista Asimov's Science Fiction dijo: «incluso si no va de superpoderes, aquí hay suficiente estilo y originalidad para demostrar que sigue siendo un autor a tener muy en cuenta para el futuro». David Langford escribiendo para la revista White Dwarf afirmó: «Es un entretenimiento candente: pero el repentino triunfo sobre la omnipotencia alienígena no convence del todo». 
Roland J. Green de Far Frontiers describió la novela como «una historia de aventuras de primera clase, con un buen equilibrio entre realismo y romanticismo. Con este libro, Powers se convirtió en el primer escritor en ganar dos veces el premio Philip K. Dick, y eso realmente no me sorprendió».  Doc Kennedy para la revista The Twilight Zone dijo: «este es un libro que funciona muy bien en sus propios términos y probablemente también obtendrá algunas nominaciones a premios». 
Tom Easton, de la revista Analog Science Fiction and Fact dijo: «Powers ha reunido una canasta de extrañas delicias, arrojado nueva luz sobre un tema tradicional e hilado un hilo muy fino». Algis Budrys de The Magazine of Fantasy & Science Fiction dijo: «Powers es uno de nuestros mejores nuevos escritores en cualquier caso, y eso, por ahora, es suficiente».  Robert Coulson de la revista Amazing Stories dijo: «Powers tiene toda la capacidad de Robert A. Heinlein para completar el fondo sin perturbar la acción, junto con la complejidad de van Vogt y la capacidad de atar cabos sueltos». 
Science Fiction Chronicle revisó el libro y dijo: «Lo que podría haber sido una trama bastante estándar está maravillosamente adornada con tantos detalles finos que incluso los recursos argumentales más familiares y gastados adquieren frescura. Esta obra no es como Las Puertas de Anubis, pero no se queda atrás y ciertamente hace que el nuevo año tenga un comienzo prometedor». 

## Reseñas
- Reseña de Faren Miller (1984) en Locus, n.º 286, de noviembre de 1984 [7]
- Reseña de Pascal J. Thomas (1985) en Fantasy Review, de marzo de 1985
- Reseña de Martyn Taylor (1986) en Vector 132